# دلحون
دلهون هي إحدى القرى اللبنانية من قرى قضاء الشوف في محافظة جبل لبنان